# DTS-HD Master Audio

A DTS-HD Master Audio logója

A DTS-HD Master Audio (DTS-HD MA; 2004 előtt DTS++) többcsatornás, veszteségmentes hangkodek, melyet a DTS fejlesztett ki a veszteséges DTS Coherent Acoustics kodek (DTS CA; általában egyszerűen DTS-ként hivatkoznak rá) kiterjesztéseként. A DTS-HD MA nem egy teljesen új kódolási mechanizmus; a DTS-HD MA először veszteséges DTS-ben kódolja a mesterhangot, majd egyidejűleg tárol egy kiegészítő adatfolyamot, amely a DTS kódoló által elvetett adatokat tárolja. Ez azt jelenti, hogy a DTS-HD MA „magja” veszteséges tömörítésű, amelyet olyan eszközök is képesek lejátszani, amelyek nem tudják dekódolni a bonyolultabb veszteségmentes hangot. A DTS-HD MA elsődleges alkalmazási területe a Blu-ray lemezeken történő hangtárolás és lejátszás; ebben a tekintetben a Dolby TrueHD veszteségmentes térhatású formátummal versenyez.

## Specifikációk
Ugyan a DTS-HD MA és a kapcsolódó DTS-HD a specifikációk szerint 2000-nél is több csatornát képes kezelni, azonban a gyakorlatban legfeljebb 8 különálló hangcsatornát (7.1 térhatású hangzás) képes tárolni, legfeljebb 24 bites mintavételi mélységgel és 192 kHz mintavételi frekvenciával (6.1 vagy 7.1 térhatású hangzás esetén legfeljebb 96 kHz). Ezeket a korlátokat gyakorlati okokból, a korlátozott tárhely- és bitrátakapacitás miatt szabták meg. A DTS CA specifikáció szerint egy DTS-HD MA bitfolyam pillanatnyi bitrátája legfeljebb 24,5 Mbit/s lehet, amelyből legfeljebb 1,5 Mbit/s lehet veszteséges DTS.
A Blu-ray-specifikáció a DTS-HD MA-t opcionális kodekként írja elő, ami azt jelenti, hogy egyes Blu-ray-hardverek esetleg nem tudják dekódolni azt. Ez az oka a DTS-HD MA hangfolyam kettéválasztott jellegének; a DTS CA, ellentétben az MA kiterjesztéssel, kötelező, így egy MA-képességgel nem rendelkező lejátszó automatikusan az MA kódolású lemez alap DTS folyamát játszhatja le, és egyszerűen figyelmen kívül hagyhatja a kiegészítő adatokat. Alternatívaként, még ha egy lejátszó MA-képes is, az alapfolyamra szükség lehet a régebbi, például a DVD korszakban gyártott házimozi-erősítők számára a visszafelé kompatibilitás miatt.
A DTS-HD MA a DTS:X objektumalapú térhatású hangformátum kódolási formátuma. Egy DTS:X-et hordozó DTS-HD MA bitfolyam legfeljebb 9 egyidejű hangobjektumot tartalmazhat, amelyek a lejátszás során dinamikusan kerülnek hozzárendelésre a felhasználó hangszórórendszeréhez, ellentétben a csatornaalapú térhatású hangzás által megkövetelt adott számú és elhelyezésű hangszórókkal.

### Kódolási folyamat
A DTS-HD MA kódolás három lépésben történik. Először a mesterhangot egy DTS CA kódolóba táplálják, amely létrehozza a veszteséges „mag” hangfolyamot. Ezután ezt a veszteséges hangot dekódolják és összehasonlítják a mesterhanggal, ahol a kettő különbözik, ott a „maradék” adatokat rögzítik. Végül a maradék adatokat veszteségmentesen tömörítik, és a maggal egyetlen bitfolyamba olvasztják. A DTS-HD MA dekóder egyszerűen fordítva hajtja végre ezt a folyamatot.
A DTS-HD MA hang, beleértve a DTS:X hangot is, a DTS „DTS:X Encoder Suite” programjának segítségével lehet létrehozni és szerkeszteni. A DTS:X bevezetése előtt ugyanennek a feladat elvégzésére a „DTS-HD Master Audio Suite” program szolgált, ezt DTS:X-et nem hordozó DTS-HD MA hangfolyamok kezelésére továbbra is lehet használni.

## Átvitel házimozi-erősítőkre
A DTS-HD Master Audio 5.1, 6.1 vagy 7.1 csatornán, teljes minőségben, a lejátszó és/vagy a vevőegység támogatásától függően háromféleképpen továbbítható házimozi-erősítőkre:
- 6, 7 vagy 8 RCA-csatlakozón keresztül analóg hangként, a lejátszó belső dekóderét és digitális-analóg átalakítóját (DAC) használva.
- HDMI 1.1-es (vagy újabb) csatlakozón keresztül 6, 7 vagy 8 csatornás LPCM hangként, a lejátszó dekóderének és az házimozi-erősítő DAC-jának használatával.
- HDMI 1.3-as (vagy újabb) csatlakozón keresztül az eredeti DTS-HD Master Audio bitfolyamként, a dekódolást és a digitális-analóg átalakítást a házimozi-erősítő végzi. Ez a DTS:X lejátszáshoz szükséges átviteli mód.

Az S/PDIF nem rendelkezik a DTS-HD MA (vagy kettőnél több csatornás PCM hang) átviteléhez szükséges sávszélességgel. Egy S/PDIF audiót használó környezet a DTS-HD MA-t az S/PDIF által is továbbítható veszteséges DTS-ként vagy sztereóra lekevert PCM-ként adja ki.

## Fordítás
- Ez a szócikk részben vagy egészben  a   DTS-HD Master Audio című angol Wikipédia-szócikk ezen változatának fordításán alapul.  Az eredeti cikk szerkesztőit annak laptörténete sorolja fel. Ez a jelzés csupán a megfogalmazás eredetét és a szerzői jogokat jelzi, nem szolgál a cikkben szereplő információk forrásmegjelöléseként.